# You Can't Do That on Stage Anymore, Vol. 3
You Can't Do That on Stage Anymore, Vol. 3 je kolekce dvou disků, které obsahují nahrávky Franka Zappy, nahrané od prosince 1971 do prosince 1984. Album bylo vydané v roce 1989.

## Seznam skladeb
Všechny skladby napsal Frank Zappa, pokud není uvedeno jinak.

### Disk 1
1. "Sharleena" – 8:54
2. "Bamboozled by Love/Owner of a Lonely Heart" – 6:06
3. "Lucille Has Messed My Mind Up" – 2:52
4. "Advance Romance" – 6:58
5. "Bobby Brown Goes Down" – 2:44
6. "Keep It Greasey" – 3:30
7. "Honey, Don't You Want a Man Like Me?" – 4:16
8. "In France" – 3:01
9. "Drowning Witch" – 9:22
10. "Ride My Face to Chicago" – 4:22
11. "Carol, You Fool" – 4:06
12. "Chana in de Bushwop" – 4:52
13. "Joe's Garage" – 2:20
14. "Why Does It Hurt When I Pee?" – 3:07

### Disk 2
1. "Dickie's Such an Asshole" – 10:08
2. "Hands With a Hammer" (Bozzio) – 3:18
3. "Zoot Allures" – 6:09
4. "Society Pages" – 2:32
5. "I'm a Beautiful Guy" – 1:54
6. "Beauty Knows No Pain" – 2:55
7. "Charlie's Enormous Mouth" – 3:39
8. "Cocaine Decisions" – 3:14
9. "Nig Biz" – 4:58
10. "King Kong" – 24:32
11. "Cosmik Debris" – 5:14

## Sestava
- Frank Zappa - klávesy, zpěv, kytara
- Mark Volman – zpěv
- Howard Kaylan – zpěv
- Lowell George – kytara
- Denny Walley – kytara
- Steve Vai – kytara
- Dweezil Zappa – kytara
- Jim Sherwood – kytara, zpěv
- Ray Collins – kytara, zpěv
- Ike Willis – kytara, zpěv
- Ray White – kytara, zpěv
- Ian Underwood – kytara, saxofon, klávesy
- Patrick O'Hearn – baskytara
- Roy Estrada – baskytara, zpěv
- Jim Pons – baskytara, zpěv
- Scott Thunes – baskytara, zpěv, syntezátor
- Tom Fowler – baskytara, pozoun
- Peter Wolf – klávesy
- Allan Zavod – klávesy
- Andre Lewis – klávesy
- Don Preston – klávesy
- George Duke – klávesy, zpěv
- Tommy Mars – klávesy, zpěv
- Bobby Martin – klávesy, zpěv, saxofon
- Napoleon Murphy Brock – saxofon, zpěv
- Bruce Fowler – pozoun
- Bunk Gardner – roh
- Ralph Humphrey – bicí
- Art Tripp – bicí
- Chester Thompson – bicí
- Chad Wackerman – bicí, zpěv
- Jimmy Carl Black – bicí, perkuse
- Aynsley Dunbar – bicí
- Terry Bozzio – bicí
- Ruth Underwood – perkuse, klávesy
- Ed Mann – perkuse